# 1991年飓风鲍勃
飓风鲍勃（英語：Hurricane Bob）是1991年大西洋飓风季第二场获命名的风暴和首场飓风，也是有纪录以来在新英格兰造成损失最严重的飓风之一，于8月16日经巴哈马附近的低气压区发展而成。低气压稳步增强，于8月16日晚成为热带风暴并获名“鲍勃”。气旋以热带风暴强度沿弧形路径朝西北偏北移动，于8月17日升级成飓风后又转朝东北偏北前进。8月18至19日，风暴掠过北卡罗来纳州的外滩群岛，随后强化成大型飓风（强度在萨菲尔-辛普森飓风等级中达到三级或以上的飓风）。达到持续风速每小时185公里的最高强度后，鲍勃在逼近新英格兰期间略有减弱。
8月19日，气旋以二级飓风强度两次登陆罗得岛州，第一次是在布洛克岛，第二次是在纽波特，成为这年大西洋飓风季中唯一登陆美国本土的飓风。风暴继续深入内陆并快速减弱，在进入缅因湾期间降级成热带风暴。此后不久，鲍勃于8月20日清晨以强烈热带风暴强度登陆缅因州，数小时后又进入加拿大新不伦瑞克，然后转变成温带气旋。到了8月21日，气旋残留已穿越纽芬兰岛重返大西洋开放水域，然后长途跋涉经过北大西洋，最终于8月29日在葡萄牙以西近海消散。
受鲍勃影响，新英格兰普遍受到重创，损失总额高达15亿美元（1991年美元，相当于2025年的34.6億美元），是当时美国历史上造成损失第二严重的飓风，并且截至2015年还能排到第32位，飓风还造成17人遇难。大部分损失和人员丧生都是因狂风和恶劣海况引起，风暴途经区域经确认还出现六场龙卷风。截至2016年8月，鲍勃依然是最后一场以飓风强度直接吹袭新英格兰各州的热带气旋。

## 气象历史
飓风鲍勃源自8月12日百慕大东南方向的锋面槽残留，这片天气系统起初朝西南移动，然后转向西面的巴哈马前进。到8月15日时，卫星数据表明系统已在巴哈西以东数百英里海域形成弱低气压区。气象机构在飞入气旋的侦察机发现闭合环流、还在飞行高度层测得每小时60公里风速后于协调世界时8月16日早上6点将系统归类成热带低气压。但经风暴过后的重新分析，气象学家认定低气压区是在凌晨0点左右发展成热带低气压。成为热带气旋数小时后，气旋开始发展出对流带状特征。美国国家飓风中心在把系统归类成热带低气压18小时后将其升级成热带风暴，并以“鲍勃”（Bob）命名。风暴此时位于拿骚东北方向约225公里洋面，并在强烈气流的影响下向西北飘移。
气象部门预计，美国东部上空的强烈低压槽会迫使风暴于8月16日转向北上，但这次转向实际上比气象学家预料的时间更早。风暴的增强速度较为缓慢，环流中心与对流间隔有相当距离，但上层外流层次分明，气象机构预计鲍勃会在墨西哥湾暖流上空行进期间增强。当晚，鲍勃开始聚拢，侦察机于下午17点19分测得飓风强度分速，美国国家飓风中心于是把风暴升级成萨菲尔-辛普森飓风等级下的一级飓风。不久后，气旋开始在大西洋上空的副热带高压脊和美国东南部上空的低压槽共同影响下转朝东北偏北移动。
美国国家飓风中心到8月18日时已确定风暴结构不对称，风向分布和风速半径都不均匀。当晚，鲍勃的中心从距北卡罗莱纳州海岸线约55公里海域掠过，内部继续形成深层对流，风眼也变得越来越清晰。到了早上6点，飓风猎人已在飞行高度层测得每小时225公里风速，表明下层持续风速达到每小时185公里。风暴气压此时也降至950毫巴（百帕，28.05英寸汞柱）的最低值。受美国东南部上空的低压槽、五大湖地区上空的上层阻断低气压区，以及大西洋上空的副热带高压脊共同影响，飓风接下来以每小时35公里的速度快速朝东北方向前进。

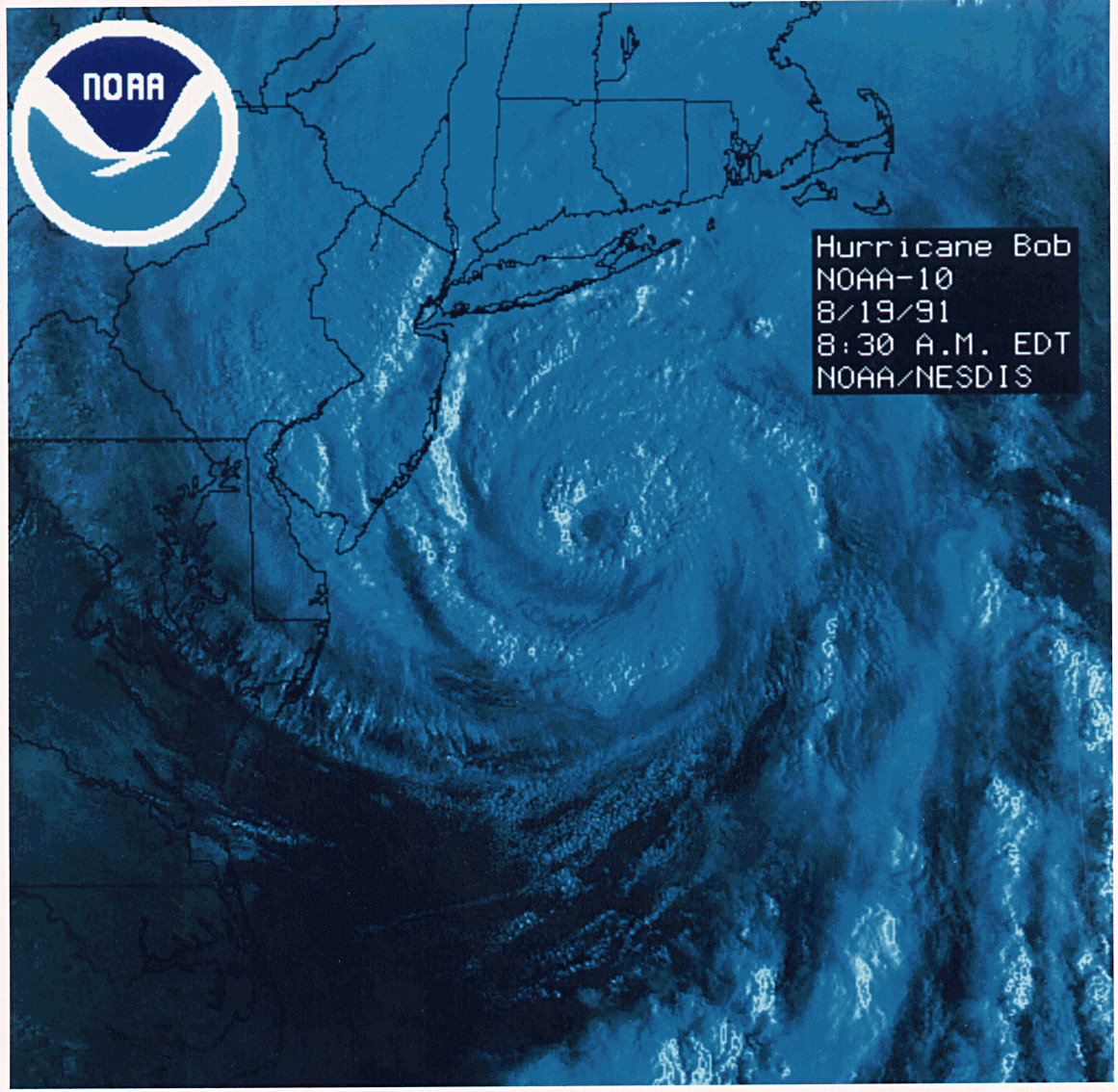
接近最高强度的飓风鲍勃

8月19日，鲍勃的移动路线同1954年吹袭新英格兰的大型飓风卡罗尔类似。由于行经洋面水温显著降低，飓风逐渐减弱，风眼被云层填充。当晚，西侧风眼墙从纽约州长岛最东端掠过。下午18点左右，飓风中心从纽波特附近登陆，气旋此时风力约为每小时155公里，属二级飓风标准。鲍勃在经过罗得岛州和马萨诸塞州期间迅速减弱，然后又进入缅因湾。8月20日凌晨1点30分左右，热带风暴鲍勃以风力时速110公里强度从缅因州诺克斯县的罗克波特（Rockport）附近登陆。
8月19日晚，气旋已先后经过缅因州、新不伦瑞克和加拿大其他省份部分地区并进入圣罗伦斯湾。18点左右，鲍勃转变成温带气旋。次日清晨，温带风暴从纽芬兰岛北部上空经过，然后回到大西洋并快速向东移动，风速在8月22日短暂降至热带低气压范围，但很快又重新增强到热带风暴级别。气旋残留转向东南，前进速度放缓，风速再度降至热带低气压标准并缓慢向东移动，最终于8月29日在葡萄牙近海逐渐消散。

## 防灾措施

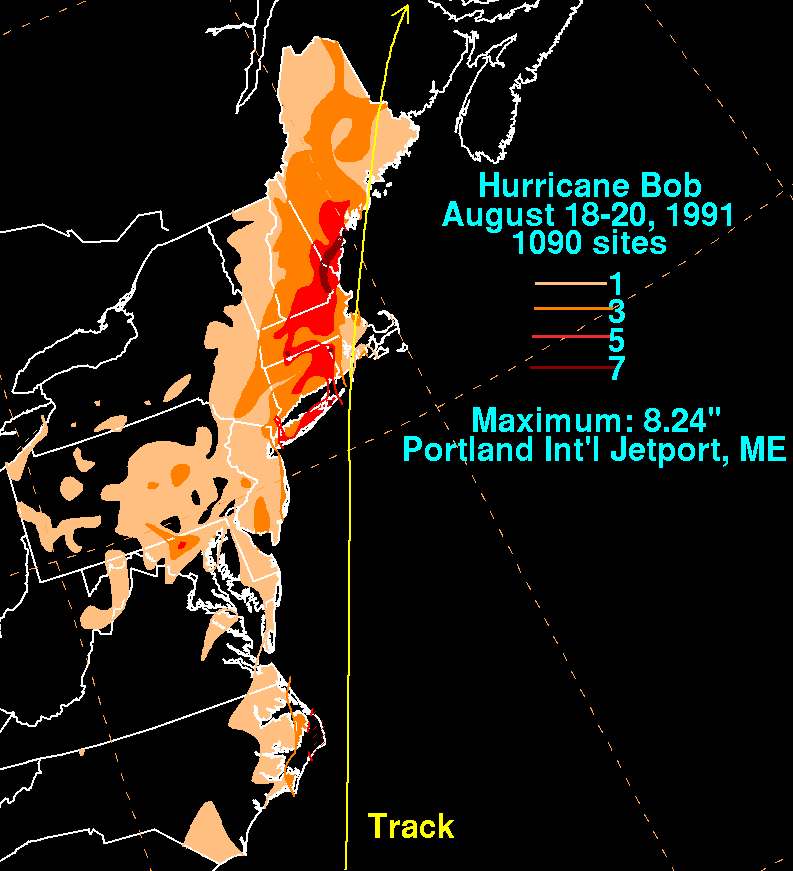
飓风鲍勃在美国的降水分布

### 热带气旋警告
热带风暴鲍勃于8月16日获名数小时后，巴哈马政府向安德罗斯岛至伊柳塞拉岛之间的西北群岛发布热带风暴警告。气旋转向北上后，预计群岛不会受到热带风暴强度大风影响，上述警告因此中止。8月17日鲍勃升级成飓风前不久，美国国家飓风中心向南卡罗莱纳州霍里县里特河向北直至弗吉尼亚州弗吉尼亚海滩之间的北卡罗莱纳州沿海地区发布飓风观察预警。约四小时后，上述预警又升级成飓风警告。8月17日，弗吉尼亚海滩向北至特拉华州亨洛彭角（Cape Henlopen）收到飓风观察预警。8月18日，鲍勃沿中大西洋地区各州海岸线平行移动，上述飓风观察预警又升级成飓风警告。当天下午，包括诺福克在内的下切萨皮克湾地区接获热带风暴警告。
8月18日晚，由于气象机构预测风暴会直接袭击新英格兰南部，因而又有大范围地区接获飓风警告。警告范围从特拉华州亨洛彭角一直延伸到马萨诸塞州的普利茅斯，并且包括长岛和长岛海湾。8月19日清晨，北卡罗莱纳州了望岬（Cape Lookout）以南地区的热带气旋警告停止生效，飓风警告范围向北延伸到包括缅因州东港以南地区。加拿大飓风中心从当晚开始向加拿大大西洋省份发布警告。新斯科舍、爱德华王子岛和新不伦瑞克都收到大风和暴雨警告。截至8月20日早上，美国境内的所有热带气旋警告都已停止生效，但就在鲍勃的残留进入加拿大东部前，罗克兰至东港间的缅因州沿海地区曾短暂进入热带风暴警告生效状态。气旋离开加拿大大西洋省份后，当地的风暴警告停止生效。

### 中大西洋地区和南、北卡罗莱纳州
8月17日收到飓风警告后，北卡罗莱纳州最远离大陆的多个岛屿发布强制撤离令。地方车流量大增，警方为此提供协助，估计有五至十万人离开。人员疏散期间，部分路段因堵塞等原因造成的延误超过三小时。虽有大量人员撤离，但估计还是有五万人选择留在家中静待风暴过去。考虑到飓风强度的狂风可能对桥上行人和车辆安全构成重大威胁，当地有多座桥梁在气旋来袭前封闭。美国国家公园管理局驻北卡罗莱纳州办事处将外滩群岛各地的露营地关闭，以防万一。加特利县还开设有一间避难所。弗吉尼亚州的兰利空军基地有125架飞机转移到俄亥俄州代顿的赖特-帕特森空军基地。马里兰州沿海地区有约400人疏散，大洋城的风暴应急物资销量大幅上升。更北面的新泽西州有多家赌场准备沙袋保护楼房，还用胶带封住窗户。
纽约州苏福克县应急官员未能及时决定是否要向沿海地区居民发布撤离令，导致政府职能被强加到公众头上。截至8月19日晚，该县仍未发布撤离令，但还是进入紧急状态并开设有多个救灾中心。美国红十字会在长岛开设四间避难所，风暴期间有约800人前来躲避。

### 新英格兰和加拿大
考虑到飓风可能造成的重大破坏，康涅狄格州和罗得岛州政府在鲍勃抵达新英格兰前宣布进入紧急状态。所有州政府工作人员接到提前回家、为应对风暴来袭做准备的通知。康涅狄格州议会取消州预算主题会议，州长小洛厄尔·魏克尔（Lowell P. Weicker, Jr.）启动应急行动中心。格罗顿驻扎的潜艇离开港口，在水下静待风暴过去。面对气旋威胁，中大西洋地区和新英格兰各地的飞机和火车停运。美国红十字会在康涅狄格州的16个社区共计开设23间避难所，还在邻近的罗得岛州开设有40间避难所。除红十字会开设的以外，两州还另有25个避难所。罗得岛州共有约3500人疏散，其中单布洛克岛（Block Island）就有2000人。另外，还有多人在防灾准备期间受伤。
马萨诸塞州鳕鱼角有数以千计的居民疏散，导致萨加莫尔大桥（Sagamore Bridge）严重堵塞，堵车路段长达18公里。当地开设有九间避难所，之后挤满前来躲避的人员。全州共有约五万人离开家园，其中6500人躲入避难所。马萨葡萄园岛的电器商店创下年度最佳销售业绩，一号电池脱销。许多居民购买电池和用电池供电的收音机及手电筒。美国总统乔治·赫伯特·沃克·布什离开新罕布什尔州的皮斯空军基地，前往缅因州肯纳邦克波特的家中暂避。为避免搭乘直升机可能产生的风险，他是乘坐汽车离开基地。为了方便总统通行，95号州际公路部分路段封闭，但因有成千上万的居民正朝内陆转移，此举也导致多条公路拥堵，堵车距离达数英里长。新罕布什尔州共开设八间避难所，约有5200人从沿海地区撤离，其中大部分是游客。邻近的缅因州也开有49个避难所，约克县沿海地区约有8600人疏散。
面对飓风可能引发强烈涌浪的威胁，有关部门呼吁芬迪湾的渔民返回港口躲避。

## 影响
| 地点         | 死亡人数（间接导致） | 损失数额（美国） |
| 南卡罗莱纳州 | 1                    | –                |
| 北卡罗莱纳州 | 1                    | 800万            |
| 纽约州       | 2                    | 1.5亿            |
| 康涅狄格州   | 4（2）               | 8000万           |
| 马萨诸塞州   | 1                    | 10亿             |
| 罗得岛州     | 0                    | 2.3亿            |
| 新罕布什尔州 | 2                    | 400万            |
| 缅因州       | 3                    | 4200万           |
| 加拿大       | 2                    | –                |
| 合计         | 15（2）              | 14亿             |

受飓风影响，美国东岸普降中雨并受到相当程度破坏，损失总额约有15亿美元（1991年美元），其中包括约7亿美元灾后清理成本、未投保财产损失和食品补助费用。这样高额的损失主要是因为风暴途经地区人口密集，鲍勃至此成为历史上令美国遭受损失第二大的热带气旋。而且截至2015年还能在所有吹袭美国本土的热带气旋中排到第32位。飓风沿途共导致210万人失去供电，另经确定还催生出六场龙卷风，可能还有13场未经确认的龙卷风。

### 南、北卡罗莱纳州和中大西洋地区
风暴中心从南卡罗莱纳州以东数百英里洋面经过期间，该州受到的直接影响很小。不过，气旋产生的大型涌浪在默特尔比奇引发强烈暗流，导致一名泳客溺毙。
一艘载有三人的小船从里特河（Little River）出发前往罗得岛州，船的桅杆被飓风摧毁，三人被困在鲨鱼出没的开放海域随波逐流，经过12天的等待后才获美国海岸警卫队救援。
1991年8月18日，鲍勃掠过北卡罗莱纳州外滩群岛并产生狂风暴雨。虽然美国国家气象局驻哈特拉斯角（Cape Hatteras）的办公楼测得135毫米雨量，但外滩群岛内陆的降水很少。该州有一人因飓风丧生，损失总额估计为800万美元（1991年美元）。戴尔县小镇达克测得的持续风速为每小时100公里，比该州其他地区都高，阵风时速则以哈特拉斯角最高，有119公里。钻石浅滩灯塔（Diamond Shoal Light）在1991年8月18日深夜至19日凌晨测得每小时157.4公里的持续风速和197.6公里的阵风时速，并测得962.1毫巴（百帕）的最低气压。另外，哈特拉斯角还测得0.79至1.4米的风暴潮。
风暴产生暴雨和风暴潮，致使外滩群岛普遍发生洪灾。群岛通往外界的唯一公路北卡罗莱纳州12号州道封闭，决定留下来等待风暴过去的人同外界的交通因此中断。狂风导致多条电缆中断，许多居民家中停电。鲍勃外围雨带的飑线范围内共有六场龙卷风袭击北卡罗莱纳州，藤田级数为0至1级，但持续时间都很短。其中戴尔县出现的四场龙卷风共造成价值25万6000美元损失。哈特拉斯角附近有一幢房屋受到狂风的严重破坏，屋顶和部分壁板都不翼而飞。
飓风在弗吉尼亚州东部经过期间降下小雨，阵风时速达到64公里。除弗吉尼亚海滩的桑布里奇（Sandbridge）受到轻度海滩侵蚀外，没有报导表明当地受到重大破坏。
大洋城因短时暴雨引发街道洪灾，沿海地区因大浪出现轻度海滩侵蚀和越流。
特拉华州沿海地区出现强烈潮汐，最高达到1.8米。
更北面的泽西海岸发生大面积海滩侵蚀，暴雨还引发街道洪灾。
除新英格兰以外，风暴在纽约州苏福克县布里奇汉普顿（Bridgehampton）产生的降水最多，有182毫米。长岛受到两场龙卷风袭击，许多苹果、玉米和桃类作物被狂风摧毁。当地刚刚经历干燥的夏季，突然爆发的洪灾致使大量土豆作物被毁，农作物损失数额达2000万美元，占农业产出总值的六分之一。长岛照明公司有约47万7765名用户失去供电，其中大部分生活在长岛东端，停电持续有近五天。受红绿灯失效影响，一人因交通事故丧生，还有一名火车售票员被倒塌的树木砸死。大浪不但把近海的渔网摧毁，还引发海滩侵蚀和海岸沿线大量船只被毁。纽约州遭受的损失总额超过7500万美元。

### 新英格兰

飓风鲍勃登陆罗得岛州

鲍勃登陆新英格兰前直接从罗得岛州布洛克岛上空经过。岛上气象站在风暴北侧边缘附近测得时速169公里的阵风，表明气旋的实际风速有可能更强。罗德岛州本土以华盛顿县纳拉甘西特（Narragansett）风速最高，达144公里。州首府普罗维登斯的风暴潮有两米高，最高的萨康尼特河（Sakonnet River）河口位置达五米。萨康尼特河河口位置的风暴潮高度是按水位高涨后留下的痕迹估算，有可能受到波浪起伏的影响。该州沿海地区因大浪引发严重海滩侵蚀，考文垂有多条道路被冲毁。波卡塞特河（Pocasset River）沿线发生洪灾。全州以普罗维登斯县的北福斯特（North Foster）降雨量最高，达181毫米。风暴在该州行经地区共造成20万人失去供电，罗德岛州和马萨诸塞州东南部约有60%的居民家中停电。风暴期间，约有100万吨污水因溢流而流入纳拉甘西特湾，罗得岛州的损失总额超过1亿1500万美元。
从罗得岛州上空经过期间，鲍勃的狂风还向西延伸到康涅狄格州境内，该州以格罗顿附近风速最高，有每小时120公里，阵风时速更达160公里。州内每个县都有树木被狂风刮倒，并以东南部沿海地区受大风破坏最为严重。康涅狄格州约有31万5000人家中断电。温德姆县斯特林（Sterling）有一名男子被掉落的树枝砸中后伤重不治。全州以新伦敦的风暴潮最高，有1.5米。沿海洪灾基本局限在新伦敦县内，该县沿海地区受到的破坏程度很轻，但有一名女性因船只倾覆遇难。州内以诺威奇降雨总量最高，有158毫米。洪灾程度很轻，基本局限在溪流和小河附近。康涅狄格州遭受的损失总额估计在4900万美元，其中包括450万美元农作物损失。风暴经过期间有一人因火灾丧生，另有五人遇难。
马萨诸塞州是受飓风影响最严重的地区，损失总额超过十亿美元。位于巴泽兹湾（Buzzards Bay）的沿海自动气象观测站测得的最大持续风速为每小时124公里，阵风时速则达143公里。该州以普罗威斯顿的持续风速最高，达每小时161公里，巴恩斯特布尔县的布鲁斯特（Brewster）测得时速201公里的强烈阵风，但数据未获正式认可。韦斯特菲尔德的降雨总量达179毫米，比州内其他地点都高。该州以巴泽兹湾沿线的风暴潮最强，并以新贝德福德和巴恩斯特布尔县的伍兹霍尔最高，有1.8米。鳕鱼角的查塔姆灯塔（Chatham Light）周边海滩被大浪侵蚀，留下1.5米高的峭壁。包括马萨葡萄园岛和南塔克特南侧海岸在内的其他多个地点因侵蚀流失的沙子有15米深，当地许多船只受到重创。鳕鱼角的供电全部中断，全州有超过50万人家中停电。巴泽兹湾向东到鳕鱼角之间区域灾情最重，至少有61套房屋被毁，这些地区的苹果和桃树果园也受到沉重打击，农业损失总额估计在1000万美元左右，该州的公共财物还受到价值6900万美元的损失。
虽然鲍勃距新罕布什尔州最近时仍然位于海上，但该州还是出现大风，皮斯国民警卫队空军基地的阵风时速达到97公里。华盛顿山在风暴期间共降下189毫米雨量。洛弗尔河（Lovell River）和康图库克河泛滥成灾，新罕布什尔州南部和中部城区发生大范围洪灾。全州共有两人死亡，其中一人死于交通意外，另一人则是因船只倾覆遇难。狂风刮倒大量树木，还令许多输电线缆中断，致使该州约三万人失去供电。州内损失总额估计在200万美元左右。邻近的佛蒙特州以温德姆县的弗农（Vernon）雨量最高，有108毫米。
以热带风暴强度穿越缅因州期间，鲍勃产生的风力依然强劲，波特兰的阵风时速有110公里。威斯卡西特一间气象站的仪器在测得每小时148公里的风速后失效，另一间气象站还测得时速150公里的强烈阵风。该州共有16万9200用户在气旋来袭期间失去供电，其中部分一周后仍未恢复。萨默塞特县的圣奥尔本斯（St. Albans）出现一场龙卷风，令部分房屋受损，还把一间船屋刮离原地三个街区远，不过这场龙卷风的存在未经正式确认。气旋经过期间产生0.84米的风暴潮，波特兰国际喷气机机场降下209毫米雨量，是鲍勃在全美产生降水最多的所在，1991年8月也至此成为波特兰历史上最潮湿的月份。199毫米的24小时降雨量同样创下新纪录，但在1996年10月被降水经飓风丽丽加强的温带天气系统打破。风暴产生的降雨还令普雷桑普斯科特河沿线流量创下新纪录，但该纪录同样被1996年的温带系统超越。缅因州西南部有多座桥梁和多条道路被泛滥的河流冲毁，一名男子被洪水卷走后遇难，海上另有一人在救生筏中死亡。共有700套房屋受到风暴影响，其中一套被毁，另有三套受到严重破坏。波特兰周边地区的损失总额超过2570万美元，还有三人丧生。

### 加拿大大西洋省份
袭击美国多州并造成重大破坏后，鲍勃的残留进入加拿大大西洋省份。该国以新不伦瑞克北部降水最多，达111毫米。圣约翰斯在风暴期间测得创纪录的26毫米雨量。气旋在多地产生阵风，新斯科舍迪格比（Digby）的风速达到每小时109公里。新斯科舍有两名17岁少女在福处角（Cape Forchu）附近被强烈的涌浪卷走，虽有救援人员立即出动营救，但之后经确认两人依然溺毙。新不伦瑞克的弗雷德里克顿风速达到热带风暴标准，引起部分树木倒塌和电缆中断，局部地区因此停电。风暴还产生闪电，击中当地部分树木。潘特－韦尔特（Pointe-Verte）一幢两层高的民居在狂风下倒塌。佩蒂特－罗彻（Petit-Rocher）的港口有五艘渔船被涌浪淹没后沉没。当地消防员8月20日夜间在全城通宵排查，检查是否有中断的电缆或倒塌的树木。爱德华王子岛也出现停电，芬迪湾的大马南岛一共受到价值约100万加拿大元（1991年加拿大元）的破坏。

## 善后
飓风过去后，长岛照明公司派出165名工作人员恢复长岛各地供电。康涅狄格州政府官员调遣约200辆卡车清理道路上的各种垃圾。马萨诸塞州国民警卫队出动协助救灾工作。罗得岛州有一名男子在尝试修复鲍勃造成的破坏时丧生，该州海滩在风暴过去五天后恢复开放。飓风将长岛海湾的水强力混合起来，使当地未像往年夏季一样出现蓝藻爆发。风暴过后的几天里，马萨诸塞州电气公司安排工作人员每天工作16小时在全州各地恢复电力，还从外界聘请人员协助。除鳕鱼角地区外，马萨诸塞州大部分居民的供电都在五天内恢复。飓风在夏季接近尾声时来袭，对本已陷入衰退的旅游业雪上加霜。飓风过去约两个月后，新英格兰沿海地区又受到人称完美风暴的强烈东北风暴袭击，部分地点遭受的破坏程度比鲍勃来袭时还要严重。
面对气旋造成的重大破坏，美国总统乔治·赫伯特·沃克·布什宣布罗得岛州、马萨诸塞州、缅因州、康涅狄格州、新罕布什尔州和纽约州为灾区。不过，缅因州受到的破坏程度还没有严重到各个家庭可以分别申请援助的程度。成为灾区的城市可以动用联邦资金支付大部分垃圾清理、公共建筑维修费用及其他市政开支。但是，联邦政府并没有在总统宣布过后立即向灾区提供援助，这一定程度上是因为布什总统认为鲍勃属于“灾难，但不属于紧急情况”，导致救灾拨款被其他预算需求占用，未能及时送抵灾区。总统此举主要是为了同民主党主控的国会对抗，国会当时要求政府加急处理救灾事务。
面对这场飓风造成的重大破坏，世界气象组织于1992年春将风暴名称“鲍勃”退役，今后永远都不会再在大西洋飓风命名时采用。用于取代的新名称是“比尔”（Bill），于1997年首度启用。